# Маршам, Чарльз, 1-й граф Ромни
Чарльз Маршам (англ. Charles Marsham; 28 сентября 1744 — 1 марта 1811) — британский аристократ и политический деятель, 3-й барон Ромни c 1793 года, 1-й граф Ромни и 1-й виконт Маршам из Моута с 1801 года. До получения титулов заседал в Палате общин. В 1797—1808 годах — лорд-лейтенант Кента.

## Биография
Чарльз Маршам родился в 1744 году в семье Роберта Маршама, 2-го барона Ромни, и Присциллы Пим. Образование он получил в Итонском колледже и Оксфордском университете. При жизни отца неоднократно избирался в депутаты Палаты общин от Мейдстона. В 1793 году унаследовал семейные владения и занял место в Палате лордов как 3-й барон Ромни. 22 июня 1801 года Маршаму были пожалованы титулы виконта Маршама из Моута и графа Ромни. В 1797—1808 годах он занимал пост лорда-лейтенанта Кента.
Граф был женат на Фрэнсис Уиндем, дочери Чарльза Уиндема, 2-го графа Эгремонта, и Алисии Карпентер. В этом браке родились:
- Чарльз (1777—1845), 2-й граф Ромни[2];
- Фрэнсис (1778—1868), жена сэра Джона Ридделла[2][3].